# Jvantchyk
La rivière Jvantchyk (en ukrainien : Жванчик) est un cours d'eau de l'ouest de l'Ukraine et un affluent en rive gauche du Dniestr.

## Géographie
La Jvantchyk arrose l'oblast de Khmelnytskyï. Elle se jette dans la Dniestr à Jvanets. Elle est longue de 107 km et draine un bassin de 769 km2.

## Sites remarquables

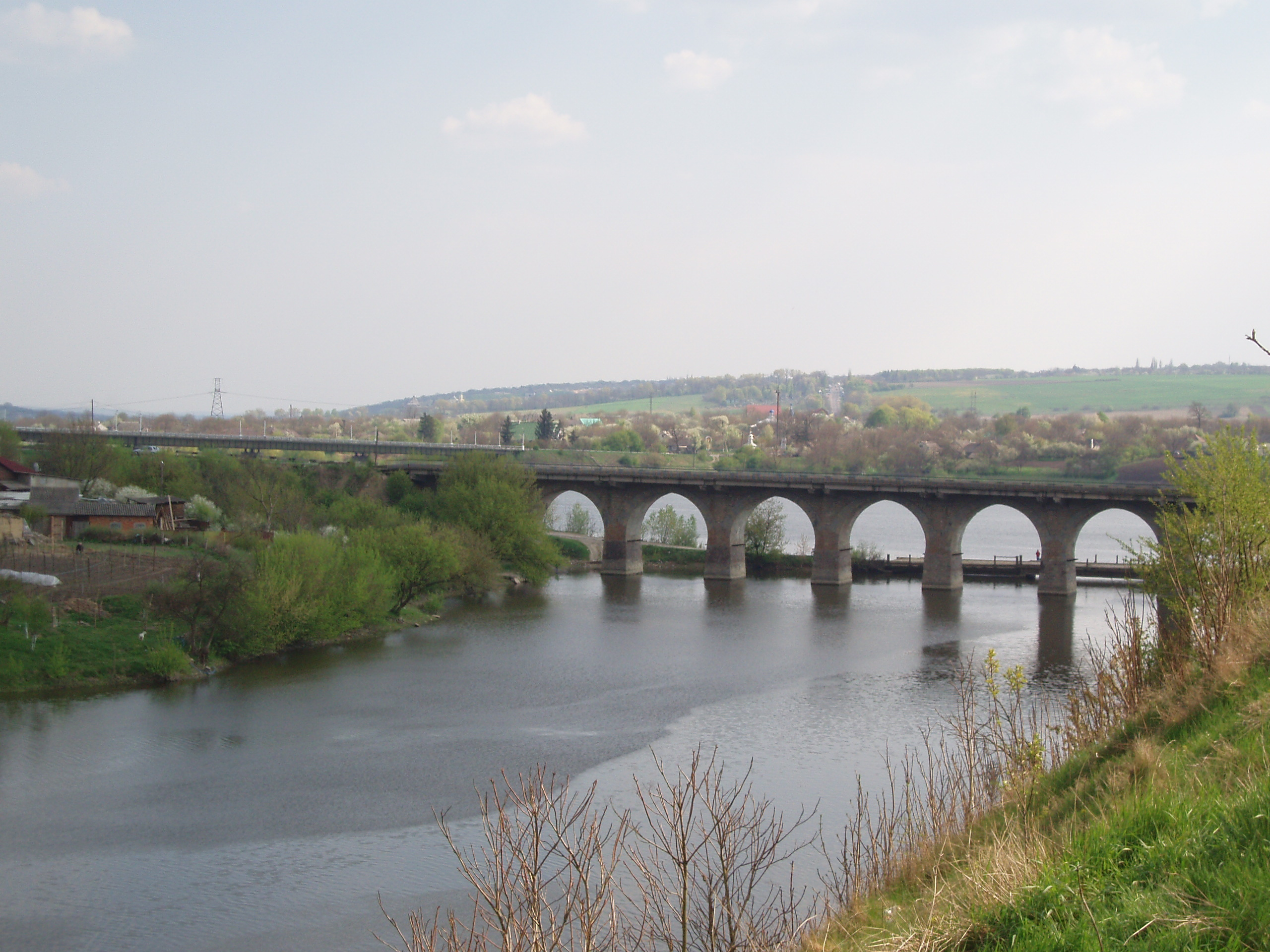
Pont sur la rivière à Jvanets.

Le château de Jvanets.

## Affluents
En rive droite : Krasnopilka, Andriivka, Roudka, Letavka.
En rive gauche : Yampiltchyk, Sourja, Karmalitanka.